# Aïn El Kharroubé
Aïn El Kharroubé, Ain el Kharroube ou Ain el Kharroubeh (عين الخرّوبة) est un village chrétien libanais situé dans le Gouvernorat du Mont-Liban dans le caza du Metn.

## Géographie
Le village se trouve à 19 kilomètres à vol d'oiseau (30 en voiture) de Beyrouth, la capitale, et à quelque 2 kilomètres de Bikfaya, grande ville du Metn. Il est bordé par le village de Hemlaya dont l'actuel patriarche maronite Mar Boutros el-Raï est originaire. 
Comme la majorité des villages du Mont-Liban, Aïn El Kharroubé contient plusieurs bois et forêts formés essentiellement de pins d'Alep.

## Administration
Le village ne possède pas sa propre mairie et dépend administrativement de la municipalité de Bikfaya. Un projet de création d'une nouvelle municipalité est en cours d'étude. Le 4 mai 2025, des élections auront lieu à Aïn El Kharroubé afin d'établir sa première municipalité.  

## Culture
Le village est un exemple des villages traditionnels libanais de petite taille. Malgré sa très petite population, on y compte un grand nombre d'églises dont les plus importantes sont l'église Notre-Dame de Aïn El Kharroubé nouvellement construite face à l'ancienne chapelle, et l'église de Saint Doumit.  
On y retrouve les familles Gemayel, emblématique du Metn, Sayah, Doumit et d'autres familles chrétiennes.